# Kasper Hjulmand
Kasper Hjulmand (født 9. april 1972 i Gandrup, opvokset i Auning) er en tidligere dansk fodboldspiller og senest dansk landstræner for Danmarks herrefodboldslandshold. Han stod i to separate perioder i spidsen for superligaklubben FC Nordsjælland (2011-14 og 2016-19). I den mellemliggende periode stod han ved roret for den tyske bundesligaklub Mainz 05. Han overtog i sommeren 2020 landstrænerjobbet for Danmarks herrefodboldslandshold fra norske Åge Hareide.

## Baggrund
Hjulmand er opvokset i Auning på Djursland som søn af et lærerpar. Han har en bror, Simon, som er udviklingshæmmet og en søster, Rikke, der som 15-årig opnåede at blive Randers-seniormester i badminton både i single og mixdouble. Som 19-årig begyndte han på Vejle Idrætshøjskole. Efter højskoleopholdet studerede han idræt på Københavns Universitet. Han har tidligere været gift med Vibeke Hjulmand. Parret har sammen tre børn og er bosiddende i Lillerød.

## Spillerkarriere
Hjulmand spillede for Randers Freja, Herlev IF og B.93 som aktiv. Han indstillede karrieren i en alder af 26 år efter syv operationer i knæet.

## Trænerkarriere
Efter tidligere (2006-08) at have været cheftræner i Lyngby overtog Hjulmand posten som cheftræner i FC Nordsjælland i sommeren 2011. Han afløste Morten Wieghorst, da denne blev træner for U/21 landsholdet. I Hjulmands første år som cheftræner for FC Nordsjælland førte han klubben frem til dens første DM-guld og direkte indtræden i Champions League gruppespil.
Den 15. maj 2014 meddelte den tyske klub Mainz 05 at Hjulmand fra den nye sæson og tre år frem, skulle være klubbens nye træner. Allerede i februar 2015 blev han imidlertid fyret i Mainz. I december 2015 blev det offentliggjort, at Kasper Hjulmand fra 1. januar 2016 igen skulle være cheftræner for FC Nordsjælland. Her var han indtil begyndelsen på slutspillet i foråret 2019.

### Landsholdet
I juni 2019 offentliggjorde DBU, at de havde ansat Hjulmand som ny træner for A-landsholdet med virkning fra sommeren 2020 efter afslutningen af EM-slutrunden. Den daværende landstræner, Åge Hareide, havde kontraktudløb til den tid, og han fik mulighed for at kvalificere holdet til slutrunden og gennemføre denne.
Imidlertid blev EM-slutrunden udskudt og endte med at blive afholdt i juni-juli 2021. Derfor blev det Hjulmand, der stod i spidsen for det danske landshold ved denne begivenhed.
Hans første opgaver var imidlertid kampe i Nations League i efteråret 2020, og første kamp var mod verdensranglistens nummer ét, Belgien, som Danmark tabte 0-2. Danmark tabte også returkampen mod Belgien, men vandt samtidig over England på udebane. I foråret 2021 spillede Danmark de første kampe i VM-kvalifikationen med stor succes, og der var derfor store forventninger til det danske holds deltagelse i den udsatte EM-slutrunde.
Slutrunden fik imidlertid den værst mulige indledning. På hjemmebane i Parken mødte Danmark Finland, men selve kampen blev overskygget af Christian Eriksens kollaps kort før pausen. Det danske hold blev presset til at genoptage kampen efter en længere pause, men tabte kampen 0-1.
Hjulmand og spillerne fik dog bearbejdet chokket med Eriksens kollaps og efter et nyt nederlag til Belgien, betød en sejr over Rusland og puljens øvrige resultater, at Danmark gik videre til knockoutrunden, hvor det blev til sejre over Wales og Tjekkiet, inden England med en snæver sejr vandt over Danmark i semifinalen.
I den efterfølgende kvalifikation til VM 2022 havde Hjulmand og Danmark en suveræn kvalifikation, der betød, at holdet allerede efter otte kampe med otte sejre kvalificerede sig. Selve slutrunden gik mindre godt, og Danmark røg ud i gruppespillet efter et nederlag til Australien.
Det lykkedes også Hjulmand at kvalificere Danmark til EM 2024. Danmark blev ved slutrunden nr. 2 i gruppen efter tre uafgjorte kampe og gik derfor videre. Ottendedelsfinalen blev dog endestationen, idet Danmark tabte 2-0 til de tyske værter. Efter slutrunden meddelte Hjulmand den 19. juli, at han stoppede som landstræner.

## Andet virke
Hjulmand er uddannet B.Sc. i idræt med speciale i coaching fra Københavns Universitet.
Han har ofte været benyttet som ekspert i TV. Blandt andet for DR1 ved VM i Sydafrika i 2010 og ved EM i 2012.

## Hæder
I 2021 blev han kåret til prisen som Årets leder, der uddeles af organisationen Lederne.